# Marco Osella
Marco Osella (* 6. Januar 1981 in Pistoia) ist ein ehemaliger italienischer Radrennfahrer.
Marco Osella gewann 2004 das Eintagesrennen Giro della Provincia di Biella und wurde Erster der Gesamtwertung beim Giro delle Valli Cuneesi nelle Alpi del Mare. 2005 wurde er Profi bei Androni Giocattoli-3C Casalinghi. In seinem ersten Jahr wurde er Gesamtdritter bei der Settimana Ciclistica Lombarda und im Jahr darauf belegte er den sechsten Platz. Ab 2007 fuhr Osella für das italienische Continental Team Kio Ene-Tonazzi-DMT.

## Erfolge
2004
- Trofeo Torino–Biella

## Teams
- 2005 Androni Giocattoli-3C Casalinghi
- 2006 Androni Giocattoli-3C Casalinghi
- 2007 Kio Ene-Tonazzi-DMT